# Château Cantenac
Le château Cantenac est une propriété viticole de 18,7 hectares située sur la commune de Saint-Émilion en Gironde. Le domaine produit ses vins en AOC saint-émilion grand cru et lussac-saint-émilion.

## Histoire
C'est en 1870 que débute l'histoire du château Cantenac, date la construction de la bâtisse. Le domaine tient son nom du lieu-dit Cantenac sur lequel se situe le château et son vignoble.  
Oscar Despujol est à l'origine de la création du domaine en 1870. Le domaine fut la propriété de la famille Despujol de 1870 à 1934 puis d'Ernest Marache, de 1934 à 1937.
La propriété est reprise en 1937 par Albert et Emilie Brunot. Albert Brunot suit ainsi les traces de son père, Jean-Baptiste Brunot, négociant en vins originaire de la Corrèze (hameau de Laval à Davignac), ; il assure la production et la distribution des domaines. Son fils Jean-Baptiste Brunot et sa fille Nicole Roskam-Brunot se succèdent à la tête de la propriété.
De 1997 à 2020, Nicole Roskam-Brunot est la propriétaire et gérante de la SCEA Château Cantenac. Depuis 2020, Frans Roskam est le gérant du domaine, associé à Nicole, Frédéric et Johan Roskam dans la gestion de la propriété.

## Vignoble et terroir
Le vignoble du château Cantenac se situe sur une éminence de graves et d'argiles, à l'ouest de la cité médiévale de Saint-Émilion dans l'axe Libourne-Castillon-la-Bataille.  
Les principaux types de sols du vignoble : 
- brunisol sablo-graveleux à sous-sol graveleux ;
- brunisol sablo-graveleux à sous-sol argileux ;
- brunisol sableux redoxique à sous-sol argilo-sableux.

L'encépagement est de 75 % de merlot, 24 % de cabernet franc et 1 % de cabernet sauvignon. L'âge moyen du vignoble est travaillé avec une moyenne de 35 ans. La densité de plantation est de 6 600 pieds/ha, pour un rendement moyen de 40 à 45 hl/ha.  
L'exploitation est certifiée « Haute Valeur Environnementale » (HVE) depuis le millésime 2019.

## Vins, vinification et élevage
Le château Cantenac produit les cuvées suivantes :
- Château Cantenac - AOC saint-émilion grand cru[6] : qui est le grand vin du domaine depuis 1870. L'assemblage type est de 75 % merlot et 25 % de cabernets (franc & sauvignon). Vinification parcellaire en cuve béton. Élevage 12 mois en barriques bordelaise.
- Château Cantenac « Sélection Madame » - AOC saint-émilion grand cru[7] : qui est la sélection de merlot crée par Nicole Roskam-Brunot lors du passage à l'an 2000. L'assemblage type est de 95 % merlot associés à 5 % de cabernets (franc et/ou sauvignon). Vinification parcellaire en cuve béton. Élevage 12 mois en barriques bordelaises.
- Château Cantenac « Climat » - saint-émilion grand cru[8] : qui est une sélection exceptionnelle du millésime. Cette cuvée confidentielle est née sous l'impulsion de Frans Roskam[9] et de Antoon Laurent[10] en 2002. Vinification en barrique et cuve inox. Élevage 18 mois en barriques bordelaises.
- Château Cantenac « Cuvée Élégance » - AOC saint-émilion grand cru.

La SCEA Château Cantenac produit également :
- Château Moulin de Grenet - AOC lussac-saint-émilion : qui est un domaine composé par son moulin de 1711, ancienne propriété de l'abbaye cistercienne de Faize, et son vignoble de 4,5 ha situé sur un plateau calcaire et son coteau au sous-sol argilo-calcaire. L'assemblage type est de 80 % merlot et 20 % de cabernets.